# برايان ديماركو
برايان ديماركو (بالإنجليزية: Brian DeMarco)‏ هو لاعب كرة قدم أمريكية أمريكي، ولد في 9 أبريل 1972 في بيريا في الولايات المتحدة.

## وصلات خارجية
- برايان ديماركو على موقع مرجع كرة القدم المحترفة.كوم (الإنجليزية)